# Baron Douglas of Douglas
Baron Douglas, of Douglas in the County of Lanark, ist ein erblicher britischer Adelstitel, der je einmal in der Peerage of Great Britain und in der Peerage of the United Kingdom verliehen wurde.

## Verleihungen
Der Titel wurde erstmals am 8. Juli 1790 in der Peerage of Great Britain für den Unterhausabgeordneten Archibald Douglas geschaffen. Er war ein Sohn von Sir John Stewart, 3. Baronet, und dessen Gattin Lady Jane Douglas, Schwester des Archibald Douglas, 1. Duke of Douglas, und hatte von diesem Onkel dessen Familiensitz Castlemains bei Douglas in South Lanarkshire geerbt und dessen Familiennamen angenommen. Der Titel erlosch beim Tod seines jüngeren Sohnes, des 4. Baron, 1587.
Am 11. Juni 1875 wurde der Titel in der Peerage of the United Kingdom für Cospatrick Home, 11. Earl of Home neu geschaffen. Er war der Schwiegersohn der ältesten Tochter des 1. Barons erster Verleihung und hatte bereits den Titel Earl of Home nebst nachgeordneten Titeln inne. Sein Sohn, der spätere 12. Earl und 2. Baron, ergänzte 1877, als er beim Tod seiner Mutter Castlemains erbte, seinen Familiennamen zu „Douglas-Home“.

## Liste der Barone Douglas, of Douglas

### Barone Douglas (1790)
- Archibald Douglas, 1. Baron Douglas (1748–1827)
- Archibald Douglas, 2. Baron Douglas (1773–1844)
- Charles Douglas, 3. Baron Douglas (1775–1848)
- James Douglas, 4. Baron Douglas (1787–1857)

### Barone Douglas (1875)
- Cospatrick Home, 11. Earl of Home, 1. Baron Douglas (1799–1881)
- Charles Douglas-Home, 12. Earl of Home, 2. Baron Douglas (1834–1918)
- Charles Douglas-Home, 13. Earl of Home, 3. Baron Douglas (1873–1951)
- Alexander Douglas-Home, 14. Earl of Home, 4. Baron Douglas (1903–1995) (Titelverzicht 1963)
- David Douglas-Home, 15. Earl of Home, 5. Baron Douglas (1943–2022)
- Michael Douglas-Home, 16. Earl of Home, 6. Baron Douglas (* 1987)

Titelerbe (Heir Presumptive) ist der Cousin zweiten Grades des aktuellen Earls, Alexander Sholto Douglas-Home (* 1962), Urenkel des 13. Earls.